# 99. вечити дерби у фудбалу
99. вечити дерби у фудбалу је фудбалска утакмица одиграна у Београду 18. марта 1995. године, између Црвене звезде и Партизана. Утакмица се завршила резултатом 2 : 2 (0 : 2).